# El Heraldo (Honduras)
El Heraldo è un quotidiano honduregno fondato a Tegucigalpa nel 1979.

## Storia
Il giornale fu fondato dall'imprenditore Jorge J. Larach il 26 novembre 1979.